# Musée Godeffroy
Le musée Godeffroy était un musée d'histoire naturelle privé de Hambourg, fondé en 1861 et dispersé en 1878. La plupart de ses collections ont été récupérées par d'autres musées d'histoire naturelle en Allemagne.

## Contexte historique
Les Godeffroy (de) sont des huguenots français de La Rochelle ayant joué un rôle de premier plan dans cette ville. Ils quittent la France au moment de la Révocation de l’Édit de Nantes et se réfugient en Allemagne. Ils s’installent pour finir à Hambourg, puissant port de commerce. C’est Johan Cesar IV Godeffroy qui fonde l’entreprise familiale, J.C. Godeffroy & Sohn, qui sera ensuite reprise par son fils, Johan Cesar VI Godeffroy (en) (1818-1885).
L’entreprise commerce notamment avec l’Amérique centrale et les Caraïbes. Elle prospère peu à peu et des postes de commerce sont ouverts à La Havane et à Valparaíso. Sa flotte atteint 27 vaisseaux. Le commerce s’élargit, des vaisseaux sont envoyés à travers le Pacifique et un poste est ouvert en 1860 dans les îles Samoa. Durant la crise des années 1850, la compagnie doit accepter de transporter des passagers notamment pour l’Australie et la Californie. Le gouvernement allemand utilise notamment les vaisseaux de la compagnie Godeffroy pour coloniser certaines îles du Pacifique.

## Histoire du musée
Rêvant de bâtir un musée d'histoire naturelle, Johan Cesar IV Godeffroy demande instamment aux capitaines de ses navires de rapporter des spécimens d’histoire naturelle, ainsi que des objets ethnologiques. En 1860, il invite un jeune médecin suisse, Eduard Gräffe (de) (1833-1919), à venir l’aider à créer son musée et à participer à la récolte des spécimens dans le Pacifique. Gräffe participe durant dix ans à cette entreprise et voyage, seul ou accompagné d’autres récolteurs, en Australie, dans les Samoa, à Tahiti, aux Fidji, à Tonga, etc.

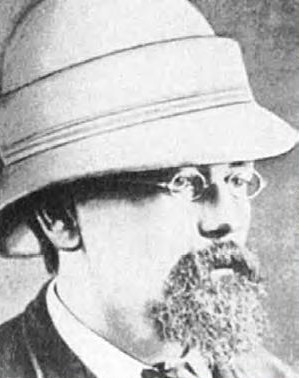
Theodor Kleinschmidt dans les années 1860.

Parmi les collecteurs travaillant pour Godeffroy, il faut citer l’une des rares exploratrices allemandes, Amalie Dietrich (1821-1891). Theodor Kleinschmidt (1834-1881) est un homme d’affaires d’origine allemande installé aux États-Unis : ses affaires périclitant, il part pour le compte de Godeffroy dans le Pacifique, où il sera assassiné par des indigènes. Les frères Semper, originaires aussi de Hambourg, Otto (de) (1830-1907), Karl (1832-1893) et Georg (1837-1909), ainsi que Johannes Dietrich Eduard Schmeltz (1839-1909), jouent un rôle important comme récolteurs et conservateurs.
Le contenu du musée est connu grâce à des catalogues pour vendre les doubles puis, au moment de la banqueroute de l’entreprise Godeffroy et de la dispersion du musée en 1879, pour la vente des spécimens.

## Source
- Neal L. Evenhuis (2007). The Godeffroy Museum Catalogs in Relation to Fiji Terrestrial Arthropods. Part I: Introduction and Review of Myriapoda, Diptera, Odonata, and Smaller Hexapod Orders, Bishop Museum Occasional Papers, 91 : 17-28.  (ISSN 0893-1348)